# Maria van Horne
Maria van Horne (1556 - 1605) was een edelvrouwe, dochter van Maarten van Horne. Ze was vrouwe van Gaasbeek, Heel, Heeze en Geldrop.
Ze trouwde in 1579 met Filips van Egmont. Dit huwelijk bleef kinderloos. In 1598 hertrouwde zij met Gaspard van Genève Lullin. Deze had een kind uit een vorig huwelijk, namelijk Cleradius van Genève Lullin, geboren in 1580.
In 1585 kreeg ze van koning Filips II van Spanje de heerlijkheden toegewezen die eerst aan haar broers Willem van Horne en na diens onthoofding aan Joris van Horne hadden toebehoord. Een rol hierbij speelde wellicht de trouw die haar man, Filips van Egmont, aan de koning had betuigd. Deze was de zoon van de in 1568 onthoofde Lamoraal van Egmont.